# Кубок Німеччини з футболу 1985—1986
Кубок Німеччини з футболу 1985—1986 — 43-й розіграш кубкового футбольного турніру в Німеччині, 34 кубковий турнір на території Федеративної Республіки Німеччина після закінчення Другої світової війни. У кубку взяли участь 64 команди. Переможцем кубка Німеччини у восьмий раз стала мюнхенська Баварія.

## Другий раунд
| Команда 1                     | Рахунок         | Команда 2                            |
| ----------------------------- | --------------- | ------------------------------------ |
| 17 жовтня 1985                |                 |                                      |
| Вальдгоф                      | 4:1             | Оснабрюк (2)                         |
| 18 жовтня 1985                |                 |                                      |
| Алеманія (Аахен) (2)          | 4:3 дч          | Дуйсбург (2)                         |
| 19 жовтня 1985                |                 |                                      |
| Платтлінг (3)                 | 0:2             | Баєр 04                              |
| Падерборн-Нойхаус (3)         | 2:4             | Боруссія (Дортмунд)                  |
| Айнтрахт (Трір) (3)           | 0:0 дч          | Баєр 05 Юрдінген                     |
| Боруссія (Нойнкірхен) (3)     | 1:3             | Гомбург (2)                          |
| Ербах (3)                     | 0:1             | Бляу-Вайс 1890 (Західний Берлін) (2) |
| Зандгаузен (3)                | 4:1             | Ванген (3)                           |
| Ульм 1846 (3)                 | 5:2             | Санкт-Паулі (3)                      |
| Кайзерслаутерн                | 4:1 дч          | Кельн                                |
| Шальке 04                     | 3:1             | Боруссія (Менхенгладбах)             |
| Нюрнберг (2)                  | 0:1             | Штутгарт                             |
| Фортуна (Дюссельдорф)         | 1:1 дч          | Бохум                                |
| Ганновер 96                   | 2:1             | Гессен (Кассель) (2)                 |
| Саарбрюкен (2)                | 1:3             | Баварія                              |
| 20 жовтня 1985                |                 |                                      |
| Ванне-Айкель (Херне) (3)      | 0:4             | Вердер                               |
| 29 жовтня 1985 (перегравання) |                 |                                      |
| Баєр 05 Юрдінген              | 0:3             | Айнтрахт (Трір) (3)                  |
| 30 жовтня 1985 (перегравання) |                 |                                      |
| Бохум                         | 2:2 дч пен. 3:1 | Фортуна (Дюссельдорф)                |

## Третій раунд
| Команда 1                     | Рахунок | Команда 2                              |
| ----------------------------- | ------- | -------------------------------------- |
| 12 листопада 1985             |         |                                        |
| Вальдгоф                      | 5:1     | Ганновер 96                            |
| 13 листопада 1985             |         |                                        |
| Штутгарт                      | 2:0     | Вердер                                 |
| Алеманія (Аахен) (2)          | 1:2 дч  | Шальке 04                              |
| Бохум                         | 1:1 дч  | Баварія                                |
| 16 листопада 1985             |         |                                        |
| Гомбург (2)                   | 1:3 дч  | Боруссія (Дортмунд)                    |
| Айнтрахт (Трір) (3)           | 1:3 дч  | Баєр 04                                |
| 20 листопада 1985             |         |                                        |
| Зандгаузен (3)                | 3:2     | Бляу-Вайс 1890 (Західний Берлін)]] (2) |
| 18 грудня 1985 (перегравання) |         |                                        |
| Баварія                       | 2:0     | Бохум                                  |
| 21 грудня 1985                |         |                                        |
| Ульм 1846 (3)                 | 3:4 дч  | Кайзерслаутерн                         |

## Чвертьфінали
| Команда 1      | Рахунок | Команда 2           |
| -------------- | ------- | ------------------- |
| 19 грудня 1985 |         |                     |
| Баєр 04        | 0:1     | Вальдгоф            |
| 21 грудня 1985 |         |                     |
| Зандгаузен (3) | 1:3 дч  | Боруссія (Дортмунд) |
| Штутгарт       | 6:2     | Шальке 04           |
| 22 січня 1986  |         |                     |
| Кайзерслаутерн | 0:3     | Баварія             |

## Півфінали
| Команда 1       | Рахунок | Команда 2           |
| --------------- | ------- | ------------------- |
| 25 березня 1986 |         |                     |
| Вальдгоф        | 0:2     | Баварія             |
| 26 березня 1986 |         |                     |
| Штутгарт        | 4:1     | Боруссія (Дортмунд) |

## Фінал
| 3 травня 1986 18:00 (CET) |

| Баварія                                      | 5:2      | Штутгарт                   |
| -------------------------------------------- | -------- | -------------------------- |
| Вольфарт 34', 40', 77' М. Румменіге 65', 72' | Протокол | Бухвальд 75' Клінсманн 85' |

| Олімпіаштадіон, Західний Берлін Глядачів: 76 000 Арбітр: Дітер Паули |